# Gustav Herbst (Mediziner)
Ernst Friedrich Gustav Herbst (* 5. Januar 1803 in Uslar; † 6. März 1893 in Göttingen) war ein deutscher Physiologe.

## Leben
Gustav Herbst war der Sohn eines promovierten Lehrers am Göttinger Gymnasium. Nach dem Schulbesuch in Uslar und Göttingen nahm er im Jahre 1818 an der Georg-August-Universität Göttingen das Studium der Medizin auf. Er war dort Schüler u. a. von Johann Friedrich Blumenbach. 1823 schloss er das Medizinstudium mit dem akademischen Grad Dr. med. ab und wurde 1826 „Accessist bei der Königlichen Bibliothek“ (Niedersächsische Staats- und Universitätsbibliothek Göttingen).
1828 trat er die Nachfolge von August Murray (1797–1865) (einem Großneffen des Mediziners und Botanikers Johan Andreas Murray)
als Assistent der zoologischen und ethnographischen Abteilung des „Königlichen Academischen Museums“, das unter der Oberaufsicht von Johann Friedrich Blumenbach stand,
an.
Zu dieser Zeit hatte er durch seine Arbeiten schon zwei Preise gewonnen: 1822 einen von der medizinischen Fakultät ausgesetzten Preis mit einer Studie über die Blutungen beim Erwachsenen
und 1827 „den Preis der physischen Classe der hiesigen Societät der Wissenschaften“.
1833 erhielt er das „Stipendium Blumenbachianum“, das ein „vorzüglich würdiger junger Mann, welcher Doctor der Medicin ist und dessen weitere Ausbildung durch Reisen hoffen läßt, daß er in irgend einem Zweige der Medicin oder der Naturwissenschaften etwas Ausgezeichnetes leisten werde“ erhalten sollte, „um dafür ein Jahr für seine weitere Ausbildung und zur Befolgung eines bestimmten wissenschaftlichen Zwecks eine Reise unternehmen zu können.“ Herbst nutzte das Stipendium für eine Reise nach England, Frankreich und Holland.
Beruflich war Herbst zunächst als Anwärter, daran anschließend als Sekretär an der Universitätsbibliothek Göttingen eingesetzt, bevor er dort 1829 als Assistent an das Akademische Museum wechselte. 1835 wurde er Sekretär der Universitätsbibliothek
und 1836 Assessor an der Königlichen Societät der Wissenschaften.
Daneben hatte Herbst an der Universität Göttingen ab 1825 eine Dozentur, ab 1842 eine Außerordentliche Professur der Medizin, die er bis zu seinem Tod 1893 ausfüllte, inne.
Am 31. Dezember 1843 beobachtete Herbst erstmals das Einschleusen fester Partikel aus dem Darmlumen in die Blutbahn, den nach ihm benannten Herbst-Effekt.
Zwischen 1842 und 1851 versuchte Herbst die im Jahre 1835 von den britischen Medizinern James Paget + Richard Owen entdeckten und beschriebenen Trichinella spiralis (zu dieser Zeit noch „Trichina spiralis“ genannt)
weiter zu erforschen und führte eine Reihe von Fütterungsversuche mit trichinösem Fleisch an zahlreichen Säugetieren, Vögeln und Amphibien durch.
In seinen beiden Berichten an die Königliche Gesellschaft der Wissenschaften, zeigte sich aber, dass ihm bei der Auswertung der Ergebnisse Fehler unterlaufen waren.
So glaubte er irrigerweise den Ursprung der Trichinen aus Filariae attenuatae feststellen zu können („….Da aber die Trichinen aller Thierarten im Wesentlichen eine ähnliche Bildung zeigen, so ist anzunehmen, daß sie auch sämmtlich von Filarien herrühren…“  … „und also nichts Anderes als junge, auf der Stufe embryonaler Entwicklung stehen gebliebene, Filariae attenuatae sind….“)
Bei den Versuchstieren entdeckte Herbst zwar Trichinen in ihren verschiedenen Lebensphasen, es war ihm aber nicht möglich den gesamten Lebenszyklus der Trichinen zu erfassen.
Stattdessen glaubte er 3 verschiedene Arten von Trichinen (eingekapselte, freie und halbfreie) erkennen zu können.
Durch diese falschen Annahmen verwirrte er die Forschung mehr als dass er sie weiterentwickelte.
Erst Rudolf Leuckart, Rudolf Virchow vor allem aber Friedrich Albert Zenker gelang es dann im Jahre 1860 den gesamten Lebenszyklus der Trichinen aufzudecken – und damit den Nachweis von den schweren pathologischen Erscheinungen zu erbringen, die die Trichinen im menschlichen Organismus hervorrufen können.

## Schriften
- Commentatio historico-critica et anatomico-physiologica in qua de sanguinis quantitate, qualis homini adulto et sano convenit, sententiae dissentientes critice recensentur et probabilis saltem eiusmodi calculi qui propius a vero abesse videtur, demonstratio tentata est. Dieterich, Göttingen 1822.
- Untersuchung über die Verbreitungsart der asiatischen Cholera. Deuerlich, Göttingen 1832.
- Das Lymphgefässsystem und seine Verrichtung. Nach eigenen Untersuchungen dargestellt. Vandenhoeck & Ruprecht, Göttingen 1841, (Digitalisat).
- Die Pacinischen Körper und ihre Bedeutung. Ein Beitrag zur Kenntniß der Nervenprimitivfasern. Vandenhoeck & Ruprecht, Göttingen 1848, (Digitalisat).
- Die Wuthkrankheit der Hunde und ihre Verhütung durch innere Mittel. Mit 2 Abbildungen wuthkranker Hunde. Verlag der Dieterichschen Buchhandlung, Göttingen 1864, (Digitalisat).